# Enrique Angulo Castro
Enrique Angulo Castro (Sancti Spíritus, Cuba, 18 de febrero de 1947) es un escultor cubano.
Desde 1967 a 1969 estudia en la Escuela de Artes Plásticas “San Alejandro”, La Habana, Cuba. En 1969 y hasta 1972 estudió Escultura en la Escuela Nacional de Arte (ENA) y de 1976 a 1983 Escultura en el Instituto Superior de Arte (ISA), La Habana.
En Cuba desde 1974 y hasta 1990 fue profesor de Escultura en Escuela Nacional de Arte (ENA). En 1993 fungió como Profesor Invitado de Escultura en la Universidad Autónoma de Santo Domingo, REPÚBLICA DOMINICANA y en 1989 también fue profesor Invitado de Escultura de la Universidad de Quito, ECUADOR. A partir de 1988 y hasta 1989 se desempeñó como Profesor de Escultura del Instituto Superior de Arte de La Habana.

## Exposiciones personales
- En los años 1989 muestra una exposición personal con el título "Escultura de Enrique Angulo y Dolores Andrade", Arcana, Sala de Escultura, Quito.
- En 1995 presenta "Palingenesia del sueño y la materia" Voluntariado de las Casas Reales, Casa de Bastidas, Santo Domingo, República Dominicana.

## Exposiciones Colectivas
- Desde 1973 participa en exposiciones colectivas como la realizada en el Salón Nacional de Profesores e Instructores de Artes Plásticas, Museo Nacional de Bellas Artes, La Habana, Cuba.
- En 1996 también se muestra en 3 + 1. Tierra, Agua, Aire, Fuego. Colectiva Arte Contemporáneo. La Paleta, Galería de Arte, Santo Domingo, República Dominicana

## Premios
- En 1980 obtiene el Premio en Escultura. Salón de Artes Plásticas UNEAC’80, Centro de Arte Internacional, La Habana.
- En 1985 el Premio del Público, Salón de Artes Plásticas UNEAC 1985, Museo Nacional de Bellas Artes, La Habana, CUBA. y es reconocido con el premio en escultura del VIII Salón Nacional Juvenil de Artes Plásticas, Museo Nacional de Bellas Artes de La Habana.

- Datos: Q5833028